# Пфальцграф Баварии
Пфальцграф Баварии (нем. Pfalzgraf von Bayern) — титул, который носили наместники короля Германии в Баварском герцогстве.

## История титула
Первоначально пфальцграф Баварии назначался королями Германии для управление королевским пфальцем в Регенсбурге, который не был подчинён герцогу Баварии, а также другой королевской собственностью в Баварии. Пфальцграф подчинялся непосредственно королю Германии (позже императору Священной Римской империи), а не герцогу Баварии. Позже титул стал наследственным.
Первым известным пфальцграфом Баварии был Мегингард I, упоминаемый в 883 году. В 938 году король Оттон I назначил пфальцграфом Арнульфа, брата смещённого герцога Баварии Эбергарда. В 953—954 году Арнульф принимал участие в восстании Людольфа Швабского и Конрада Лотарингского, во время которого погиб. Несмотря на участие в восстании, в 955 году титул был возвращён Бертольду, сыну Арнульфа. Но после того, как Бертольд принял в 976 году участие в восстании герцога Баварии Генриха II Строптивого, он был лишён своего титула.
Позже титул пфальцграфа Баварии носили представители нескольких родов, пока около 1122 года он не был передан графу Оттону IV (V) фон Виттельсбаху, вероятно, потомку герцога Баварии Арнульфа Злого. Его сын Оттон V (VI) был преданным сторонником императора Фридриха I Барбароссы, который в 1180 году передал ему конфискованное у Генриха Льва Баварское герцогство. Титул пфальцграфа Баварии Оттон передал своему одноимённому брату Оттону VII (ум. 1189). Сын Оттона VII, Оттон VIII, в 1208 году из мести убил германского короля Филиппа Швабского. Его владения были конфискованы, а сам он в 1209 году казнён. Титул пфальцграфа Баварии в том же году был передан графу Ортенбурга Рапото II. После смерти в 1248 году его сына Рапото III, который не оставил сыновей, титул был упразднён.

## Список пфальцграфов Баварии
Неизвестная династия
- 883: Мегингард I

Луитпольдинги
- 938—954: Арнульф (ок. 913 — 24 июля 954), пфальцграф Баварии с 938, сын герцога Баварии Арнульфа Злого
- 955—976: Бертольд Рейсенсбургский (ок. 930 — ок. 999), пфальцграф Баварии 955—976, граф Гейсенфельда и Вассенбурга, сын предыдущего

Арибониды
- 977—985: Гартвиг I (II) (ок. 930—985), пфальцграф Баварии с 977, граф в Изенгау, Зальцбурггау и Фрейзинге, муж Вихбурги Баварской, дочери герцога Баварии Эберхарда
- 985—1001/1020: Арибо I (IV) (ум. ок. 1020), пфальцграф Баварии с 985, сын предыдущего
- 1001/1020—1027: Гартвиг II (IV) (ок. 985 — 24 декабря 1027), пфальцграф Баварии с 1001/1020, сын предыдущего
- 1027—1055: Арибо II (VI) (1024 — 18 марта 1102), пфальцграф Баварии 1027—1055, сын предыдущего

Пилгримиды
- 1055—1086: Куно I фон Ротт (ок. 1015 — 27 марта 101086), граф Вохбурга, пфальцграф Баварии с 1055, внук Вихбурги Баварской

Дипольдинги-Рапотонены
- 1086—1099: Рапото V фон Хам (ум. 14 апреля 1099), пфальцграф Баварии с 1086, муж Елизаветы Лотарингской, вдовы Куно II фон Ротта (сына Куно I)

Горицкая династия (Мейнхардингеры)
- 1099— ок. 1122: Энгельберт I (ум. 14 декабря ок. 1122), граф Горицы с 1090, пфальцграф Баварии с 1099, родственник пфальцграфа Арибо II

Виттельсбахи
- ок. 1122—1156: Оттон IV (V) (ок. 1090 — 4 августа 1156), граф Виттельсбаха с 1116, пфальцграф Ленгенфельда, пфальцграф Баварии (Оттон I) с ок. 1122, потомок герцога Баварии Арнульфа Злого
- 1156—1180: Оттон V (VI) Рыжий (ок. 1117 — 11 июля 1183), пфальцграф Баварии (Оттон II) в 1156—1180, герцог Баварии (Оттон I) с 1180, сын предыдущего
- 1180—1189: Оттон VII (ок. 1120/1125 — 18 августа 1189), пфальцграф Баварии (Оттон III) с 1180, брат предыдущего
- 1189—1208: Оттон VIII (ок. 1180 — 5 марта 1209), пфальцграф Баварии (Оттон IV) 1189—1208, сын предыдущего

Спанхеймы
- 1208—1231: Рапото II (ок. 1164 — 19 марта 1231), граф Ортенбурга и Крайбурга, пфальцграф Баварии с 1208
- 1231—1248: Рапото III (ок. 1210/1215 — 5 июня 1248), граф Ортенбурга и пфальцграф Баварии с 1231, сын предыдущего